# Death Becomes Her
Death Becomes Her és una comèdia estatunidenca dirigida l'any 1992 per Robert Zemeckis i protagonitzada per Goldie Hawn, Meryl Streep i Bruce Willis. Aquest film d'humor negre, amb elements de fantasia i terror, és una critica violenta del món de Hollywood que denuncia la superficialitat i la cerca de la joventut eterna per la qual les estrelles són a punt de tots els excessos.

## Argument
Des de sempre, Madeline Ashton, mala actriu de cabaret, li roba els amants a la seva amiga Helen Sharp, escriptora. Però quan li pren el cirurgià estètic Ernest Menville, això ja és massa per Helen, que cau en una profunda depressió que la deixa irreconeixible. Catorze anys més tard, mentre que Madeline ha convertit l'Ernest en un cadàver alcohòlic, Helen reapareix, amb un cos de noia, i la ferma intenció de reconquerir Ernest i eliminar la seva rival. Però Madeline, no suportant veure el seu físic amb els efectes de l'edat, s'ha procurat una poció que la fa eterna. I no és l'única…

## Repartiment
- Meryl Streep: Madeline Ashton
- Bruce Willis: Dr. Ernest Menville
- Goldie Hawn: Helen Sharp
- Isabella Rossellini: Lisle Von Rhoman
- Sydney Pollack: el metge d'urgències (no surt als crèdits)
- Ian Ogilvy: Chagall
- Adam Storke: Dakota
- Nancy Fish: Rosa, la criada de Madeline
- Alaina Reed Hall: psicoleg
- Michelle Johnson: Anna, l'ajudant de Chagall
- Mary Ellen Trainor: Vivian Adams
- William Frankfather: M. Franklin
- Susan Kellerman: Metge
- John Ingle: el sacerdot
- John Enos III: el guarda del cos de Lisle Von Rhoman
- Carol Ann Susi: una pacient psiquiàtric

## Al voltant de la pel·lícula
- Helen beu la poció el 26 d'octubre de 1985, la mateixa data que el

| « | temps present | » |

 a Back to the Future (estrenada el 23 d'octubre de 1985), igualment dirigida per Robert Zemeckis. D' altra banda, destacar l'escena on Ernest arrisca la seva vida sobre la teulada de la mansió és pràcticament la mateixa que la de Doc sobre l'ajuntament al mateix film.
- Els plans a la clínica psiquiàtrica on es troba Helen estan directament inspirats en els del film Algú va volar sobre el niu del cucut de Milos Forman (1975).

## Premis i nominacions

### Premis
- Oscars 1992: Oscar als millors efectes visuals[2]
- Premi Saturn 1993: millors efectes especials i millor actriu a un segon paper per Isabella Rossellini
- BAFTA 1993: BAFTA als millors efectes visuals

### Nominacions
- Premi Saturn 1993: millor actor per Bruce Willis, millor actriu per Meryl Streep, millor realització per Robert Zemeckis, millor film fantàstic, millor maquillatge, millor música per Alan Silvestri i millor guió per Martin Donovan i David Koepp
- Globus d'Or 1993: Globus d'Or a la millor actriu musical o còmica per Meryl Streep